# The Art of Shaving
The Art of Shaving (рус. Искусство бритья) — американская марка аксессуаров мужского бритья и ухода за кожей. Первый магазин The Art of Shaving был основан Эриком Малкой и Мириам Зауи в Манхэттене в 1996 году. Магазин был весьма успешным, и вскоре после этого уже был открыт второй на Медисон-авеню. Позже появилась фирменная концепция компании — «4 Стихии Безупречного Бритья». Собственные магазины The Art of Shaving действуют как в США (17 магазинов), так и за их пределами (в том числе и в Москве).
Компания заключила партнерские и маркетинговые соглашения с рядом компаний. Procter & Gamble, владелец бренда Gillette, приобрёл компанию The Art of Shaving в 2009 году.